# Ле-Ревуар
Ле-Ревуар (фр. Les Révoires) — наименьший из современных районов Княжества Монако. Образовался в результате деления городского района Ла-Кондамин. Площадь — 75 699 м². Население — 2494 чел. (по данным на 2008 г.). Ле-Ревуар известен парком Жардин-Экзотик (фр. Jardin Exotique — «Экзотический сад»), основанный князем Альбером I.